# Vuurtoren van Berck
De Vuurtoren van Berck (Frans: Phare de Berck) is een vuurtoren in de tot het Franse departement Pas-de-Calais behorende plaats Berck.

## Geschiedenis
Een eerste vuurtoren kwam gereed in 1863, maar deze werd verwoest tijdens de Tweede Wereldoorlog, in 1944. Een nieuwe vuurtoren werd gebouwd in 1950 naar ontwerp van Georges Tourry. In 2010 werd deze beschermd als monument historique.

## Gebouw
De vuurtoren bevindt zich bij de ingang van de Baai van de Authie. Het is een ronde cilindrische toren, uitgevoerd in beton. De toren heeft rood-witte banden en een groene lantaarn. Hij is 44,5 meter hoog.